# 大庄五福宮
大庄五福宮，俗稱五帝廟，位於台灣嘉義縣六腳鄉蘇厝村六鄰蘇厝寮143-10號，是座奉祀天僊伍帝的廟宇，並且為蘇厝村及雲林縣北港鎮水埔里、扶朝里的信仰中心。

## 沿革
清康熙中葉，福建省晉江梧崙蘇姓先民從原鄉興化店奉請開基大伍帝、玄天上帝至笨港。
乾隆年間，庄民蘇碧隨於北港溪拾獲水流樟木，雕刻開基貳伍帝與北港朝天宮正三媽，故每逢慶典，必至北港朝天宮迎請正三媽與會。
嘉慶八年（1803年），北港溪改道，出濁水欲沖陷大庄，庄民無一傷亡，唯大庄一分為四。道光初葉，主事倡捐建廟，眾善信踴躍捐獻，廟成頗具規模，前殿五福宮奉祀天僊伍帝，後殿北宸宮奉祀玄天上帝。廟成不久，股內興化店為答神恩，恭雕開基叁伍帝贈與。咸豐初葉，廟宇重修，再雕開基肆伍帝。
日大正元年（1912年），由牛稠腳蘇敷旺、蘇敷在、興化店蘇天再、鹹水埔蘇貓獅、大庄蘇乞、蘇財發起重修，股內有志一同捐金共九百餘元改建。大正四年（1915年）秋，廟成後恭雕開基伍顯帝。
民國48年（1959年）8月7日，位於北港溪心中的大庄五福宮遭遇水災，廟宇侵損，搖搖欲墜；又逢省水利局整治河川，始建堤防，大庄五福宮位於河道中央，於是強制拆除，目前尚留大庄舊五福宮遺址於北港溪旁田中。